# Afterparty
Afterparty er en kortfilm instrueret af David Adam efter eget manuskript.

## Handling
En ung pige ankommer til en park. Hun synes at være på vej til fest, men noget forfølger hende. Da hun ankommer, er stedet øde og forladt. Noget forfærdeligt er hændt her, men pigen er fast besluttet på at konfrontere fortiden.